# 伊莎贝尔·彼得
伊莎贝尔·凯瑟琳·梅·彼得（英語：Isabelle Catherine May Petter，2000年6月27日—），英格兰女子曲棍球运动员。她曾代表英国国家队参加2020年夏季奥林匹克运动会曲棍球比赛，获得一枚铜牌。